# كعك الارز المنتفخ
كعكة الأرز المنتفخة (بالإنجليزية: Ampaw)‏ عبارة عن طعام صلب مسطح مصنوع من أرز منتفخ. عادة ما يتم تناوله كوجبة خفيفة أو استخدامه كأساس لمكونات أخرى.
في حين أنه منخفض في العناصر الغذائية، فإنه يعتبر بشكل عام طعامًا منخفض السعرات الحرارية، وغالبًا ما يتم تناوله بين من يتبعون نظام غذائي كبديل للخبز عالي السعرات الحرارية أو المواد الغذائية الأخرى.
بعض كعكات الأرز منكه. تشمل النكهات الشائعة الدجاج والفلفل الحلو والجبن والزبدة والشوكولاتة والكراميل والملح والخل أو التفاح والقرفة.
معظم كعكات الأرز هي دائرية الشكل، على الرغم من توفر أنواع أخرى مربعة الشكل.